# Justicia para nuestras hijas
Justicia para Nuestras Hijas es una organización civil que nació en 2002 en la ciudad de Chihuahua (México) con el propósito de impulsar el acceso a la justicia en los casos de las mujeres desaparecidas o asesinadas. Este fenómeno es particularmente grave en el estado de Chihuahua, donde sólo en Ciudad Juárez se han registrado más de cuatro centenas de asesinatos desde la década de 1990 hasta el año 2011. La organización nació por la iniciativa de los familiares de las mujeres víctimas del crimen y cuenta con un equipo de apoyo.

## Misión
Justicia para Nuestras Hijas es una organización que agrupa a familiares de mujeres desaparecidas y asesinadas, profesionistas y defensoras de derechos humanos; con el propósito de buscar el cumplimiento de la ley en los feminicidios y desaparición forzada de mujeres y niñas ocurridos en Ciudad Juárez y Chihuahua.

## Historia
La organización fue fundada en 2002 por Norma Ledezma, Adriana Carmona, Luz Estela Castro, Laura Aragón y Alma Gómez, a raíz del asesinato de Paloma Angélica Escobar Ledezma en marzo de ese mismo año en la Ciudad de Chihuahua.
Entre las aportaciones de Justicia para Nuestras Hijas al movimiento de defensa de los derechos de las víctimas y sus familiares en los casos de feminicidio en Chihuahua, se encuentra el haber sido pionera en analizar los expedientes y las investigaciones que realizan las autoridades en esos casos. A la vista de esas indagaciones, Justicia para Nuestras Hijas ha denunciado negligencia y omisión por parte de los encargados de la impartición de justicia en Chihuahua.
La organización litiga los casos de Silvia Arce y Paloma Angélica Escobar Ledezma ante la Comisión Interamericana de Derechos Humanos, con el financiamiento de organismos internacionales, incluido el Fondo para Víctimas de Tortura de la Organización de las Naciones Unidas. En 2005, la organización invitó al Equipo Argentino de Antropología
Forense (EAAF) para trabajar en Juárez y Chihuahua. A través de un contrato entre el EAAF y el Gobierno de Chihuahua, se dio un nuevo impulso al trabajo de identificación de osamentas femeninas.

En 2007, a propuesta de Justicia para Nuestras Hijas, el gobierno de Chihuahua, creó la Unidad Especial de Investigación y contrató a dos expertos internacionales para analizar los casos de desaparición y feminicidio de la organización.
En 2008, la Comisión Interamericana de Derechos Humanos otorgó medidas cautelares a favor de la organización Centro de Derechos Humanos de las Mujeres (CEDEHM) que brinda representación jurídica a las madres de la organización, y a Norma Ledezma Ortega, actual coordinadora de Justicia para Nuestras Hijas por la situación de riesgo en la que se encuentran debido a su trabajo en búsqueda de justicia.
Desde enero de 2010, Justicia elabora una base de datos con los nombres de las mujeres asesinadas en el estado de Chihuahua que publica mensualmente.
En noviembre de 2010, la Suprema Corte de Justicia de la Nación premió el documental El brillo del sol se nos perdió ese día, que versa sobre la historia de Paloma Escobar Ledezma y la lucha de su madre Norma Ledezma y las otras madres de Justicia para Nuestras Hijas.

A finales de 2010, Marisela Escobedo, integrante de Justicia para Nuestras Hijas fue asesinada frente al Palacio de Gobierno de Chihuahua.